# 霍莉·诺顿
霍莉·诺顿（英語：Holly Norton，1993年1月1日—），南非、英国女子赛艇运动员。她曾代表英国参加世界赛艇锦标赛，获得一枚金牌和一枚银牌，均来自女子四人单桨无舵手项目。